# Santa Bárbara (Antioquia)
Santa Bárbara es un municipio de Colombia, localizado en la subregión Suroeste del departamento de Antioquia. Limita por el norte con el municipio de Caldas, por el este con los municipios de Montebello y Abejorral, por el sur con los municipios de La Pintada y Aguadas del departamento de Caldas y por el oeste con el municipio de Fredonia. 
Entre los apelativos que ha merecido el municipio están "Balcón de Bellos Paisajes" y "Cuna de la Cordialidad". Recibió su nombre en honor de Santa Bárbara, invocada en las tormentas para prevenir los rayos. Otros nombres más antiguos que ha tenido el municipio han sido Nuestra Señora de la Candelaria, Sitio Viejo, Cienegueta y Pueblo de Pascua.

## Historia
Estas tierras fueron exploradas desde el año 1540, descubiertas por Hernán Rodríguez de Souza en desarrollo de la primera expedición del Capitán Jorge Robledo.
Esta población tiene sus inicios en el lugar denominado Sitio Viejo, actual Corregimiento de Damasco, en el cual se llevó el primer asentamiento y se erigió la primera Parroquia de Santa Bárbara en 1773.
En el año 1816 los pobladores de Sitio Viejo solicitaron su traslado al Alto de Cienegueta, aduciendo razones de salud, y el 18 de octubre de dicho año se efectuó el traslado al sitio actual.
En otras épocas el Municipio de Santa Bárbara tuvo los siguientes nombres: Nuestra Señora de la Candelaria de Sabaletas, Sitio Viejo, Pueblo de la Pascua, Cienegueta-Sitio de Cienegueta y Mandé
El nombre de Santa Bárbara en relación con las tormentas eléctricas de la región, proviene de las mezclas de las religiones africanas presentes en Antioquia y Colombia, especialmente del sincretismo entre la religión Yoruba y el catolicismo, donde es Santa Bárbara como santa católica emparentada con Changó, deidad de las tormentas y los rayos, pues Santa Bárbara en la religión católica no tiene poderes sobrenaturales.

## Generalidades
- Fundación: El 17 de octubre de 1774
- Erección en municipio: 1822
- Fundadores: Don Hernán Rodríguez de Sousa
- Apelativo: Balcón de los bellos paisajes.

Santa Bárbara es tierra de paisajes y frutas, cuya base económica radica en el sector primario, en el cual posee ventajas comparativas importantes específicamente en el área agrícola, y más concretamente en la fruticultura; es así como el municipio orienta muchos de sus esfuerzos de desarrollo hacia el fomento de la actividad frutícola.
El doctor Eduardo Santos bautizó a esta población con el nombre de "Balcón de los bellos paisajes".
Es de fama en toda Antioquia la situación pintoresca de la cabecera de este municipio. Como muy bien dijo también el doctor Manuel Uribe Ángel: "La cordillera se abre y se bifurca como las varillas de un abanico, y al llegar a estas cuchillas se contempla la ciudad como a horcajadas, como un jinete que cabalga sobre la verde y enhiesta cordillera".
En efecto desde Santa Bárbara se domina una gran extensión del departamento. Tendidas en la llanura se contemplan las ciudades de Fredonia, Támesis, Tarso, Montebello y Pantanillo, y los ríos Cauca y Poblanco, además del Nevado del Ruiz cuando el horizonte está despejado por las mañanas. Santa Bárbara es un verdadero balcón, y la magnificencia de sus crepúsculos, y la majestad de sus alboradas, hacen más adecuado su apelativo de "Balcón".
Su topografía tiene marcadas semejanzas con la ciudad española de Granada. Muy pocas poblaciones de Antioquia disponen de la hermosa panorámica de esta tierra bañada por un sol ardiente, y rodeada de preciosos paisajes. Los fotógrafos que la visitan gozan con la variedad de sus picachos y valles lejanos.

## División Político-Administrativa
Además de su Cabecera municipal. Santa Bárbara tiene bajo su jurisdicción los siguientes corregimientos (de acuerdo a la Gerencia departamental):
| Corregimiento | Centros Poblados                    | Veredas |
| Damasco       | - Damasco                           | Gamal, Cordoncillo, Bellavista, La Esperanza, Cristo Rey, El Guasimo, La Umbria, Damasco, El Buey.                 |
| Versalles     | - Versalles - Yarumalito - Zarcitos | La Arcadia, Morroplano, Las Mercedes, Pitayo, La Liborina, Buenavista, Ojo de Agua, La Tablaza, Quiebra del Barro. |

## Demografía
Población Total: 26 784 hab. (2018)
- Población Urbana: 12 083
- Población Rural: 14701

Alfabetismo: 87.2% (2005)
- Zona urbana: 91.5%
- Zona rural: 83.6%

## Vías de comunicación
Se comunica por carretera pavimentada con los municipios antioqueños de Caldas, Montebello y La Pintada.
Por carretera destapada con los municipios de Fredonia y Abejorral.
Tiene acceso directo por carretera pavimentada a tres capitales de departamento de Colombia: Medellín, Manizales y Pereira.

## Economía
- Frutales, mangos, cítricos, café, plátano, espárragos
- Santa Bárbara ha sido y es Fruticultor por vocación y excelencia
- Ceba, ganado porcino y lechero, ganadería de engorde. La ganadería bovina es de gran peso en el sector, aún disponiendo de pocos latifundios. La porcicultura tiene también su importancia
- Forestal: Esta actividad está concentrada en las veredas de la Arcadia, Pitayó, Morroplancho, y en el corregimiento de Versalles sector Minas. La extracción es realizada por tres empresas: Integral, Cipreses de Colombia y otra sociedad particular
- Maribel Industrias: Transformación de mango en jugos, pulpa y conservas. Se fabrican: Conservas, hortalizas y champiñones
- Comercializadora Santa Bárbara: guanábana en pulpa
- Minerales y químicos: explotación de manganeso en la vereda Las Mercedes.Cemento.
- Santa Bárbara tiene 31 locales comerciales en Damasco, 92 en Versalles, 691 en la cabecera municipal y 133 en el sector rural.

## Fiestas
- Fiestas Patronales de Santa Bárbara, 4 de diciembre.
- Fiestas tradicionales del Mango
- Semana Juvenil y Fiestas de la Antioqueñidad

## Sitios de interés
Patrimonio histórico artístico

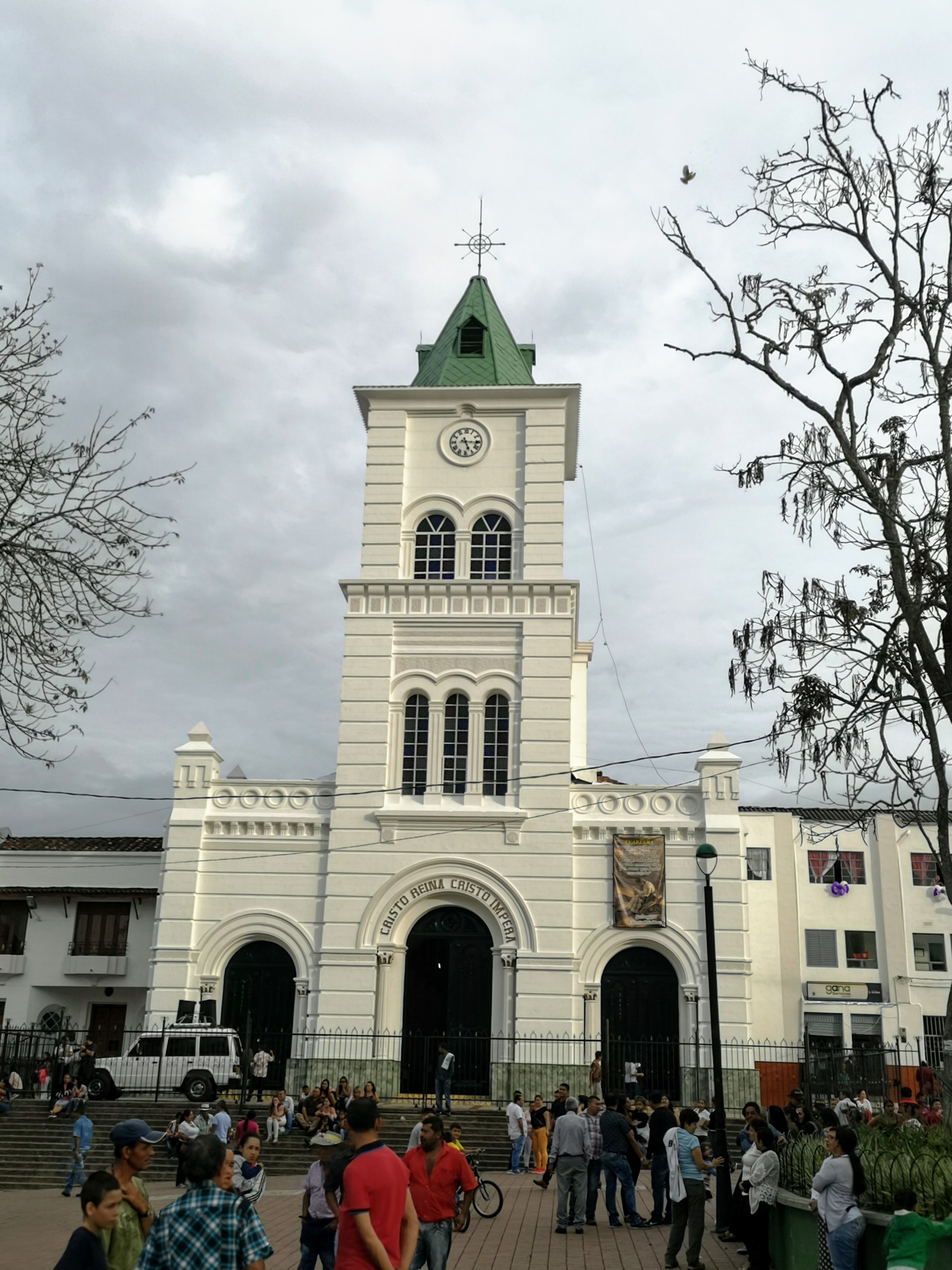
Aspecto de la fachada de la Iglesia de Santa Bárbara, emplazada en el parque principal.

- Iglesia parroquial de Santa Bárbara. Se comenzó a construir en 1910
- Corregimiento de Damasco, típico poblado que conserva su encanto colonial conocido como "El Pesebre Escondido".

Destinos naturales y ecológicos
- Ríos Buey y Poblanco
- Cerro Amarillo
- Quebrada Sabaletas.
- Fonda Los Carmonas restaurante típico colombiano diseñado en honor a la cultura Santa Barbareña